# Glottiphyllum salmii
Glottiphyllum salmii és una espècie de planta suculenta que pertany a la família de les aïzoàcies (Aizoaceae).

## Descripció
Glottiphyllum salmii és una petita planta suculenta perennifòlia de petita grandària que pot arribar a fer fins als 12 cm d'alçada. Les seves fulles són grosses i suaus, disposades en parells, postrades o rastreres. Tenen rizomes. Les flors són grogues amb pètals estrets, de vegades perfumades, de fins a 5 cm de diàmetre.

## Distribució i hàbitat
Glottiphyllum salmii és endèmica de la província sud-africana del Cap Oriental, a una altitud d'entre els 950 i els 1150 metres.

## Taxonomia
Glottiphyllum salmii va ser descrit per (Haw.) N.E.Br. i publicat a The Gardeners' Chronicle & Agricultural Gazette III, 71: 9, a l'any 1922.
Etimologia
Glottiphyllum: nom genèric que prové del grec "γλωττίς" (glotis = llengua) i "φύλλον" (phyllos = fulla).
salmii: epítet atorgat en honor del botànic, artista botànic, horticultor i col·leccionista de plantes suculentes alemany Joseph de Salm-Reifferscheidt-Dyck (1773-1861), que va ser autor d'Hortus Dyckensis, Cacteae in horto Dyckensi cultae, Monographie generum Aloes et Mesembrianthemi, i molts catàlegs de jardineria.
Sinonímia
- Mesembryanthemum salmii Haw. (1819) basiònim[2][5]